# Royal Daring Hockey Club
Maillots
Le Royal Daring Hockey Club est un club de hockey belge, situé à Molenbeek-Saint-Jean.

## Historique
La section hockey du Royal Daring voit le jour en 1922.
De 1946 à 1949, le club remporte plusieurs titres.
Un nouveau terrain synthétique est construit en 2007.
Le club rejoint la Division Honneur à la saison 2010-2011 qu’il avait quittée depuis presque 30 ans.
| 1922      | Fondation du Royal Daring Hockey Club                     |
| 1946-1949 | Suprématie de l’équipe 1re en championnat                 |
| 2007      | Inauguration d’un nouveau terrain synthétique « mouillé » |
| 2010-2011 | L’équipe première Messieurs retrouve l’élite              |

## Les infrastructures
Le Royal Daring Hockey Club compte dans ses infrastructures :
- 2 terrain synthétique (astro « mouillés ») avec éclairage,
- un club house avec bar, snack-restaurant, une salle de séminaires, et une terrasse
- des vestiaires messieurs et dames,
- un parking

## Composition de l’équipe première Messieurs
L’entraineur et coach de l’équipe 1re Messieurs est Vitali Kholopov. Il est épaulé par Gregory Herman (T2). Eric Dehaeseleer se charge de la préparation physique des joueurs.

### Effectif 2013/2014
| N°         | Nom                    | Nationalité | Date de Naissance | Clubs précédents        |
| ---------- | ---------------------- | ----------- | ----------------- | ----------------------- |
| Gardien    |                        |             |                   |                         |
| 21         | Pol Garcia-Gascon Sala |             | 1986              | Terrassa                |
| Défenseurs |                        |             |                   |                         |
|            | Sergi Enrique          |             | 1989              |                         |
|            | Fredy Mesa Hernandez   |             | 1988              | Racing                  |
| 11         | David Faveyts          |             | 1982              |                         |
|            | Antoine Legrain        |             | 1994              |                         |
| 7          | Ignacio Quilez         |             | 1988              |                         |
|            | Jerome Forton          |             |                   |                         |
| Milieux    |                        |             |                   |                         |
| 27         | Geoffroy Cosyns        |             | 1989              |                         |
| 12         | Alexandre Kersten      |             | 1985              |                         |
|            | Victor Wegnez          |             | 1995              |                         |
| 24         | Manuel Brunet          |             | 1987              | Universitario Rosario   |
| 4          | Xavier Kersten         |             | 1985              |                         |
| Attaquants |                        |             |                   |                         |
| 9          | Alexandre Van Linthout |             | 1996              |                         |
|            | Javi Garcia            |             | 1991              |                         |
| 14         | Gilles Vander Schelde  |             | 1984              |                         |
| 17         | Jérôme Dubuisson       |             | 1991              |                         |
| 13         | Juane Garreta          |             | 1984              | Leuven, Watducks        |
| 32         | Tanguy Cosyns          |             | 1991              | Daring jeunes, Watducks |